# Bá tước xứ Portland
Bá tước xứ Portland (tiếng Anh: Earl of Portland) là một tước hiệu quý tộc, đã được lập hai lần trong Đẳng cấp quý tộc Anh, lần lập ra đầu tiên vào năm 1633, dưới thời Vua Charles I, dành trao cho Richard Weston, Nam tước Weston thứ nhất, chỉ truyền được 4 đời thì tuyệt tự. Lần lập ra thứ hai vào năm 1689, dưới thời Vua William III, trao cho William Bentinck, đến thời bá tước thứ 2 là Henry Bentinck được phong thêm tước Hầu tước xứ Titchfield và Công tước xứ Portland thuộc Đẳng cấp quý tộc Đại Anh. Kể từ đó, tước hiệu Bá tước xứ Portland được nắm bởi Công tước xứ Portland, năm 1990, cái chết của Công tước thứ 9 không có người kế vị nam nên tước vị công tước và hầu tước bị thu hồi, ngôi vị bá tước được chuyển cho người anh em họ gần nhất (chỉ thuộc dòng dõi nam giới), cụ thể là một người thuộc cấp thứ 6.